# Hráčské statistiky Venus Williamsové
Hráčské statistiky Venus Williamsové zahrnují výsledky tenisové kariéry americké profesionální tenistky, čtyřnásobné olympijské vítězky a bývalé světové jedničky ve dvouhře i čtyřhře. Na nejvyšší grandslamové úrovni získala sedm titulů ve dvouhře, čtrnáct v ženské čtyřhře a dva ve smíšené čtyřhře. Celkově na okruhu WTA Tour vybojovala čtyřicet devět trofejí ve dvouhře a dvacet dva ve čtyřhře. 

## Finálové účasti velkých turnajů

### Finále Grand Slamu

#### Ženská dvouhra: 16 (7–9)
| Stav       | rok  | turnaj              | povrch | soupeřka ve finále   | výsledek           |
| ---------- | ---- | ------------------- | ------ | -------------------- | ------------------ |
| Finalistka | 1997 | US Open             | tvrdý  | Martina Hingisová    | 0–6, 4–6           |
| Vítězka    | 2000 | Wimbledon           | tráva  | Lindsay Davenportová | 6–3, 7–6(7–3)      |
| Vítězka    | 2000 | US Open             | tvrdý  | Lindsay Davenportová | 6–4, 7–5           |
| Vítězka    | 2001 | Wimbledon (2)       | tvrdý  | Justine Heninová     | 6–1, 3–6, 6–0      |
| Vítězka    | 2001 | US Open (2)         | tvrdý  | Serena Williamsová   | 6–2, 6–4           |
| Finalistka | 2002 | French Open         | antuka | Serena Williamsová   | 5–7, 3–6           |
| Finalistka | 2002 | Wimbledon           | tráva  | Serena Williamsová   | 6–7(4–7), 3–6      |
| Finalistka | 2002 | US Open (2)         | tvrdý  | Serena Williamsová   | 4–6, 3–6           |
| Finalistka | 2003 | Australian Open     | tvrdý  | Serena Williamsová   | 6–7(4–7), 6–3, 4–6 |
| Finalistka | 2003 | Wimbledon (2)       | tráva  | Serena Williamsová   | 6–4, 4–6, 2–6      |
| Vítězka    | 2005 | Wimbledon (3)       | tráva  | Lindsay Davenportová | 4–6, 7–6(7–4), 9–7 |
| Vítězka    | 2007 | Wimbledon (4)       | tráva  | Marion Bartoliová    | 6–4, 6–1           |
| Vítězka    | 2008 | Wimbledon (5)       | tráva  | Serena Williamsová   | 7–5, 6–4           |
| Finalistka | 2009 | Wimbledon (3)       | tráva  | Serena Williamsová   | 6–7(3–7), 2–6      |
| Finalistka | 2017 | Australian Open (2) | tvrdý  | Serena Williamsová   | 4–6, 4–6           |
| Finalistka | 2017 | Wimbledon (4)       | tráva  | Garbiñe Muguruzaová  | 5–7, 0–6           |

#### Ženská čtyřhra: 14 (14–0)
| Stav    | rok  | turnaj              | povrch | spoluhráčka        | soupeřky ve finále                          | výsledek           |
| ------- | ---- | ------------------- | ------ | ------------------ | ------------------------------------------- | ------------------ |
| Vítězka | 1999 | French Open         | antuka | Serena Williamsová | Martina Hingisová Anna Kurnikovová          | 6–3, 6–7(2–7), 8–6 |
| Vítězka | 1999 | US Open             | tvrdý  | Serena Williamsová | Chanda Rubinová Sandrine Testudová          | 4–6, 6–1, 6–4      |
| Vítězka | 2000 | Wimbledon           | tráva  | Serena Williamsová | Julie Halardová-Decugisová Ai Sugijamová    | 6–3, 6–2           |
| Vítězka | 2001 | Australian Open     | tvrdý  | Serena Williamsová | Lindsay Davenportová Corina Morariuová      | 6–2, 2–6, 6–4      |
| Vítězka | 2002 | Wimbledon (2)       | tráva  | Serena Williamsová | Virginia Ruanová Pascualová Paola Suárezová | 6–2, 7–5           |
| Vítězka | 2003 | Australian Open (2) | tvrdý  | Serena Williamsová | Virginia Ruanová Pascualová Paola Suárezová | 4–6, 6–4, 6–3      |
| Vítězka | 2008 | Wimbledon (3)       | tráva  | Serena Williamsová | Lisa Raymondová Samantha Stosurová          | 6–2, 6–2           |
| Vítězka | 2009 | Australian Open (3) | tvrdý  | Serena Williamsová | Daniela Hantuchová Ai Sugijamová            | 6–3, 6–3           |
| Vítězka | 2009 | Wimbledon (4)       | tráva  | Serena Williamsová | Samantha Stosurová Rennae Stubbsová         | 7–6(7–4), 6–4      |
| Vítězka | 2009 | US Open (2)         | tvrdý  | Serena Williamsová | Cara Blacková Liezel Huberová               | 6–2, 6–2           |
| Vítězka | 2010 | Australian Open (4) | tvrdý  | Serena Williamsová | Cara Blacková Liezel Huberová               | 6–4, 6–3           |
| Vítězka | 2010 | French Open (2)     | antuka | Serena Williamsová | Květa Peschkeová Katarina Srebotniková      | 6–2, 6–3           |
| Vítězka | 2012 | Wimbledon (5)       | tráva  | Serena Williamsová | Andrea Hlaváčková Lucie Hradecká            | 7–5, 6–4           |
| Vítězka | 2016 | Wimbledon (6)       | tráva  | Serena Williamsová | Tímea Babosová Jaroslava Švedovová          | 6–3, 6–4           |

#### Smíšená čtyřhra: 3 (2–1)
| Stav       | rok  | turnaj          | povrch | spoluhráč        | soupeři ve finále            | výsledek |
| ---------- | ---- | --------------- | ------ | ---------------- | ---------------------------- | -------- |
| Vítězka    | 1998 | Australian Open | tvrdý  | Justin Gimelstob | Cyril Suk Helena Suková      | 6–2, 6–1 |
| Vítězka    | 1998 | French Open     | antuka | Justin Gimelstob | Luis Lobo Serena Williamsová | 6–4, 6–4 |
| Finalistka | 2006 | Wimbledon       | tráva  | Bob Bryan        | Andy Ram Věra Zvonarevová    | 3–6, 2–6 |

### Zápasy o olympijské medaile

#### Dvouhra: 1 (1 zlatá medaile)
| Stav  | rok  | turnaj | povrch | soupeřka           | výsledek |
| ----- | ---- | ------ | ------ | ------------------ | -------- |
| Zlato | 2000 | Sydney | tvrdý  | Jelena Dementěvová | 6–2, 6–4 |

#### Čtyřhra: 3 (3 zlaté medaile)
| Stav  | rok  | turnaj     | povrch | spoluhráčka        | soupeřky                                                  | výsledek |
| ----- | ---- | ---------- | ------ | ------------------ | --------------------------------------------------------- | -------- |
| Zlato | 2000 | Sydney     | tvrdý  | Serena Williamsová | Kristie Boogertová Miriam Oremansová                      | 6–1, 6–1 |
| Zlato | 2008 | Peking (2) | tvrdý  | Serena Williamsová | Anabel Medinaová Garriguesová Virginia Ruanová Pascualová | 6–2, 6–0 |
| Zlato | 2012 | Londýn (3) | tráva  | Serena Williamsová | Andrea Hlaváčková Lucie Hradecká                          | 6–4, 6–4 |

#### Smíšená čtyřhra: 1 (1 stříbrná medaile)
| Stav    | rok  | turnaj         | povrch | spoluhráč  | soupeři                               | výsledek              |
| ------- | ---- | -------------- | ------ | ---------- | ------------------------------------- | --------------------- |
| Stříbro | 2016 | Rio de Janeiro | tvrdý  | Rajeev Ram | Bethanie Matteková-Sandsová Jack Sock | 7–6(7–3), 1–6, [7–10] |

### Finále závěrečných turnajů roku

#### Turnaj mistryň

##### Dvouhra: 3 (1–2)
| Stav       | rok  | místo        | povrch    | soupeřka ve finále | výsledek           |
| ---------- | ---- | ------------ | --------- | ------------------ | ------------------ |
| Vítězka    | 2008 | Dauhá, Katar | tvrdý     | Věra Zvonarevová   | 6–7(5–7), 6–0, 6–2 |
| Finalistka | 2009 | Dauhá, Katar | tvrdý     | Serena Williamsová | 2–6, 6–7(4–7)      |
| Finalistka | 2017 | Singapur     | tvrdý (h) | Caroline Wozniacká | 4–6, 4–6           |

#### Grand Slam Cup

##### Dvouhra: 2 (1–1)
| Stav       | rok  | povrch    | soupeřka ve finále | výsledek      |
| ---------- | ---- | --------- | ------------------ | ------------- |
| Vítězka    | 1998 | tvrdý (h) | Patty Schnyderová  | 6–2, 3–6, 6–2 |
| Finalistka | 1999 | tvrdý (h) | Serena Williamsová | 1–6, 6–3, 3–6 |

#### WTA Elite Trophy

##### Dvouhra: 1 (1–0)
| Stav    | rok  | místo        | povrch    | soupeřka ve finále | výsledek      |
| ------- | ---- | ------------ | --------- | ------------------ | ------------- |
| Vítězka | 2015 | Ču-chaj, ČLR | tvrdý (h) | Karolína Plíšková  | 7–5, 7–6(8–6) |

## Finále na okruhu WTA
| Legenda: před 2009/ po 2009                          |
| ---------------------------------------------------- |
| Turnaje Grand Slamu (7–9 D; 14–0 Č)                  |
| Olympijské hry (1–0 D; 3–0 Č)                        |
| Turnaj mistryň (1–2 D)                               |
| WTA Elite Trophy (1–0 D)                             |
| Grand Slam Cup (1–1 D)                               |
| Tier I/ Premier Mandatory & Premier 5 (9–6 D; 2–0 Č) |
| Tier II / Premier (18–13 D; 2–1 Č)                   |
| Tier III, IV & V / International (11–3 D; 1–0 Č)     |

| Tituly dle povrchu |
| Tvrdý (31–19)      |
| Tráva (5–4)        |
| Antuka (9–6)       |
| Koberec (4–5)      |

### Dvouhra: 83 (49–34)
| Stav       | Č.  | Datum             | Turnaj                                     | Povrch      | Soupeřka ve finále           | Výsledek                 |
| ---------- | --- | ----------------- | ------------------------------------------ | ----------- | ---------------------------- | ------------------------ |
| Finalistka | 1.  | 7. září 1997      | US Open, New York, Spojené státy           | tvrdý       | Martina Hingisová            | 0–6, 4–6                 |
| Finalistka | 2.  | 18. ledna 1998    | Sydney, Austrálie                          | tvrdý       | Arantxa Sánchezová Vicariová | 1–6, 3–6                 |
| Vítězka    | 1.  | 1. března 1998    | Oklahoma City, Spojené státy               | tvrdý       | Joannette Krugerová          | 6–3, 6–2                 |
| Vítězka    | 2.  | 29. března 1998   | Miami, Spojené státy                       | tvrdý       | Anna Kurnikovová             | 2–6, 6–4, 6–1            |
| Finalistka | 3.  | 10. května 1998   | Řím, Itálie                                | antuka      | Martina Hingisová            | 2–6, 6–3, 2–6            |
| Finalistka | 4.  | 2. srpna 1998     | Stanford, Spojené státy                    | tvrdý       | Lindsay Davenportová         | 4–6, 7–5, 4–6            |
| Vítězka    | 3.  | 4. října 1998     | Grand Slam Cup, Německo                    | tvrdý       | Patty Schnyderová            | 6–2, 3–6, 6–2            |
| Finalistka | 5.  | 18. října 1998    | Curych, Švýcarsko                          | koberec     | Lindsay Davenportová         | 5–7, 3–6                 |
| Finalistka | 6.  | 21. února 1999    | Hannover, Německo                          | koberec     | Jana Novotná                 | 4–6, 4–6                 |
| Vítězka    | 4.  | 28. února 1999    | Oklahoma City, Spojené státy (2)           | tvrdý       | Amanda Coetzerová            | 6–4, 6–0                 |
| Vítězka    | 5.  | 28. března 1999   | Miami, Spojené státy (2)                   | tvrdý       | Serena Williamsová           | 6–1, 4–6, 6–4            |
| Vítězka    | 6.  | 2. května 1999    | Hamburk, Německo                           | antuka      | Mary Pierceová               | 6–0, 6–3                 |
| Vítězka    | 7.  | 9. května 1999    | Řím, Itálie                                | antuka      | Mary Pierceová               | 6–4, 6–2                 |
| Finalistka | 7.  | 1. srpna 1999     | Stanford, Spojené státy                    | tvrdý       | Lindsay Davenportová         | 6–7(1–7), 2–6            |
| Finalistka | 8.  | 8. srpna 1999     | San Diego, Spojené státy                   | tvrdý       | Martina Hingisová            | 4–6, 0–6                 |
| Vítězka    | 8.  | 29. srpna 1999    | New Haven, Spojené státy                   | tvrdý       | Lindsay Davenportová         | 6–2, 7–5                 |
| Finalistka | 9.  | 3. října 1999     | Grand Slam Cup, Německo                    | tvrdý       | Serena Williamsová           | 1–6, 6–3, 3–6            |
| Vítězka    | 9.  | 17. října 1999    | Curych, Švýcarsko                          | tvrdý       | Martina Hingisová            | 6–3, 6–4                 |
| Vítězka    | 10. | 9. července 2000  | Wimbledon, Londýn, Spojené království      | tráva       | Lindsay Davenportová         | 6–3, 7–6(7–3)            |
| Vítězka    | 11. | 30. července 2000 | Stanford, Spojené státy                    | tvrdý       | Lindsay Davenportová         | 6–1, 6–4                 |
| Vítězka    | 12. | 6. srpna 2000     | San Diego, Spojené státy                   | tvrdý       | Monika Selešová              | 6–0, 6–7(7–3), 6–3       |
| Vítězka    | 13. | 27. srpna 2000    | New Haven, Spojené státy (2)               | tvrdý       | Monika Selešová              | 6–2, 6–4                 |
| Vítězka    | 14. | 10. září 2000     | US Open, New York, Spojené státy           | tvrdý       | Lindsay Davenportová         | 6–4, 7–5                 |
| Vítězka    | 15. | 1. října 2000     | LOH – Sydney, Austrálie                    | tvrdý       | Jelena Dementěvová           | 6–2, 6–4                 |
| Finalistka | 10. | 22. října 2000    | Linec, Rakousko                            | koberec     | Lindsay Davenportová         | 4–6, 6–3, 2–6            |
| Vítězka    | 16. | 1. dubna 2001     | Miami, Spojené státy (3)                   | tvrdý       | Jennifer Capriatiová         | 4–6, 6–1, 7–6(7–4)       |
| Vítězka    | 17. | 6. května 2001    | Hamburk (2), Německo                       | antuka      | Meghann Shaughnessyová       | 6–3, 6–0                 |
| Vítězka    | 18. | 8. července 2001  | Wimbledon, Londýn , Spojené království (2) | tráva       | Justine Heninová             | 6–1, 3–6, 6–0            |
| Vítězka    | 19. | 5. srpna 2001     | San Diego, Spojené státy (2)               | tvrdý       | Monika Selešová              | 6–2, 6–3                 |
| Vítězka    | 20. | 25. srpna 2001    | New Haven, Spojené státy (3)               | tvrdý       | Lindsay Davenportová         | 7–6(8–6), 6–4            |
| Vítězka    | 21. | 9. září 2001      | US Open, New York, Spojené státy (2)       | tvrdý       | Serena Williamsová           | 6–2, 6–4                 |
| Vítězka    | 22. | 6. ledna 2002     | Gold Coast, Austrálie                      | tvrdý       | Justine Heninová             | 7–5, 6–2                 |
| Vítězka    | 23. | 10. února 2002    | Paříž, Francie                             | koberec     | Jelena Dokićová              | bez boje                 |
| Vítězka    | 24. | 17. února 2002    | Antverpy, Belgie                           | koberec     | Justine Heninová             | 6–3, 5–7, 6–3            |
| Vítězka    | 25. | 14. dubna 2002    | Amelia Island, Spojené státy               | antuka      | Justine Heninová             | 2–6, 7–5, 7–6(7–5)       |
| Finalistka | 11. | 5. května 2002    | Hamburk, Německo                           | antuka      | Kim Clijstersová             | 6–1, 3–6, 4–6            |
| Finalistka | 12. | 9. června 2002    | French Open, Paříž Francie                 | antuka      | Serena Williamsová           | 5–7, 3–6                 |
| Finalistka | 13. | 7. července 2002  | Wimbledon, Londýn, Spojené království      | tráva       | Serena Williamsová           | 6–7(4–7), 3–6            |
| Vítězka    | 26. | 28. července 2002 | Stanford, Spojené státy (2)                | tvrdý       | Kim Clijstersová             | 6–3, 6–3                 |
| Vítězka    | 27. | 4. srpna 2002     | San Diego, Spojené státy (3)               | tvrdý       | Jelena Dokićová              | 6–2, 6–2                 |
| Vítězka    | 28. | 24. srpna 2002    | New Haven, Spojené státy (4)               | tvrdý       | Lindsay Davenportová         | 7–5, 6–0                 |
| Finalistka | 14. | 8. září 2002      | US Open, New York, Spojené státy           | tvrdý       | Serena Williamsová           | 4–6, 3–6                 |
| Finalistka | 15. | 26. ledna 2003    | Australian Open, Melbourne, Austrálie      | tvrdý       | Serena Williamsová           | 6–7(4–7), 6–3, 4–6       |
| Vítězka    | 29. | 16. února 2003    | Antverpy (2), Belgie                       | koberec     | Kim Clijstersová             | 6–2, 6–4                 |
| Finalistka | 16. | 4. května 2003    | Varšava, Polsko                            | antuka      | Amélie Mauresmová            | 7–6(8–6), 0–6, 0–3 skreč |
| Finalistka | 17. | 6. července 2003  | Wimbledon, Londýn, Spojené království      | tráva       | Serena Williamsová           | 6–4, 4–6, 2–6            |
| Vítězka    | 30. | 18. dubna 2004    | Charleston, Spojené státy                  | antuka      | Conchita Martínezová         | 2–6, 6–2, 6–1            |
| Vítězka    | 31. | 2. května 2004    | Varšava, Polsko                            | antuka      | Světlana Kuzněcovová         | 6–1, 6–4                 |
| Finalistka | 18. | 9. května 2004    | Berlín, Německo                            | antuka      | Amélie Mauresmová            | bez boje                 |
| Finalistka | 19. | 18. července 2004 | Stanford, Spojené státy                    | tvrdý       | Lindsay Davenportová         | 6–7(4–7), 7–5, 6–7(4–7)  |
| Finalistka | 20. | 20. února 2005    | Antverpy, Belgie                           | koberec     | Amélie Mauresmová            | 6–4, 5–7, 4–6            |
| Vítězka    | 32. | 21. května 2005   | Istanbul, Turecko                          | antuka      | Nicole Vaidišová             | 6–3, 6–2                 |
| Vítězka    | 33. | 3. července 2005  | Wimbledon Londýn, Spojené království (3)   | tráva       | Lindsay Davenportová         | 4–6, 7–6(7–4), 9–7       |
| Finalistka | 21. | 31. července 2005 | Stanford, Spojené státy                    | tvrdý       | Kim Clijstersová             | 5–7, 2–6                 |
| Vítězka    | 34. | 24. února 2007    | Memphis, Spojené státy(3)                  | tvrdý       | Šachar Pe'erová              | 6–1, 6–1                 |
| Vítězka    | 35. | 7. července 2007  | Wimbledon, Londýn, Spojené království (4)  | tráva       | Marion Bartoliová            | 6–4, 6–1                 |
| Vítězka    | 36. | 30. září 2007     | Soul, Jižní Korea                          | tvrdý       | Maria Kirilenková            | 6–3, 1–6, 6–4            |
| Finalistka | 22. | 6. října 2007     | Tokio, Japonsko                            | tvrdý       | Virginie Razzanová           | 6–4, 6–7(7–9), 4–6       |
| Vítězka    | 37. | 5. července 2008  | Wimbledon, Londýn, Spojené království (5)  | tráva       | Serena Williamsová           | 7–5, 6–4                 |
| Vítězka    | 38. | 19. října 2008    | Curych, Švýcarsko                          | tvrdý       | Flavia Pennettaová           | 7–6(7–1), 6–2            |
| Vítězka    | 39. | 9. listopadu 2008 | Turnaj mistryň, Dauhá, Katar               | tvrdý       | Věra Zvonarevová             | 6–7(5–7), 6–0, 6–2       |
| Vítězka    | 40. | 21. února 2009    | Dubaj, SAE                                 | tvrdý       | Virginie Razzanová           | 6–4, 6–2                 |
| Vítězka    | 41. | 28. února 2009    | Acapulco, Mexiko                           | antuka      | Flavia Pennettaová           | 6–1, 6–2                 |
| Finalistka | 23. | 4. července 2009  | Wimbledon, Londýn, Spojené království      | tráva       | Serena Williamsová           | 6–7(3–7), 2–6            |
| Finalistka | 24. | 2. srpna 2009     | Stanford, Spojené státy                    | tvrdý       | Marion Bartoliová            | 2–6, 7–5, 4–6            |
| Finalistka | 25. | 1. listopadu 2009 | Turnaji mistryň, Dauhá, Katar              | tvrdý       | Serena Williamsová           | 2–6, 6–7(4–7)            |
| Vítězka    | 42. | 20. února 2010    | Dubaj, SAE (2)                             | tvrdý       | Viktoria Azarenková          | 6–3, 7–5                 |
| Vítězka    | 43. | 27. února 2010    | Acapulco, Mexiko (2)                       | antuka      | Polona Hercogová             | 2–6, 6–2, 6–3            |
| Finalistka | 26. | 3. dubna 2010     | Miami, Spojené státy                       | tvrdý       | Kim Clijstersová             | 2–6, 1–6                 |
| Finalistka | 27. | 8. května 2010    | Madrid, Španělsko                          | antuka      | Aravane Rezaïová             | 2–6, 5–7                 |
| Vítězka    | 44. | 15. říjen 2012    | Lucemburk, Lucembursko                     | tvrdý       | Monica Niculescuová          | 6–2, 6–3                 |
| Finalistka | 28. | 4. ledna 2014     | Auckland, Nový Zéland                      | tvrdý       | Ana Ivanovićová              | 2–6, 7–5, 4–6            |
| Vítězka    | 45. | 17. února 2014    | Dubaj, SAE (3)                             | tvrdý       | Alizé Cornetová              | 6–3, 6–0                 |
| Finalistka | 29. | 4. srpna 2014     | Montréal, Kanada                           | tvrdý       | Agnieszka Radwańská          | 4–6, 2–6                 |
| Finalistka | 30. | 14. září 2014     | Québec, Kanada                             | koberec (h) | Mirjana Lučićová Baroniová   | 4–6, 3–6                 |
| Vítězka    | 46. | 10. ledna 2015    | Auckland, Nový Zéland                      | tvrdý       | Caroline Wozniacká           | 2–6, 6–3, 6–3            |
| Vítězka    | 47. | 3. října 2015     | Wu-chan, Čína                              | tvrdý       | Garbiñe Muguruzaová          | 6–3, 3–0skreč            |
| Vítězka    | 48. | 8. listopadu 2015 | Ču-chaj, Čína                              | tvrdý (h)   | Karolína Plíšková            | 7–5, 7–6(8–6)            |
| Vítězka    | 49. | 14. února 2016    | Kao-siung, Taiwan                          | tvrdý       | Misaki Doiová                | 6–4, 6–2                 |
| Finalistka | 31. | 24. července 2016 | Stanford, Spojené státy                    | tvrdý       | Johanna Kontaová             | 5–7, 7–5, 2–6            |
| Finalistka | 32. | 28. ledna 2017    | Australian Open, Melbourne, Austrálie      | tvrdý       | Serena Williamsová           | 4–6, 4–6                 |
| Finalistka | 33. | 15. července 2017 | Wimbledon, Londýn, Spojené království      | tráva       | Garbiñe Muguruzaová          | 5–7, 0–6                 |
| Finalistka | 34. | 29. října 2017    | Turnaj mistryň, Singapur                   | tvrdý (h)   | Caroline Wozniacká           | 4–6, 4–6                 |

### Čtyřhra: 23 (22–1)
| Stav       | č.  | datum            | turnaj                                | povrch  | spoluhráčka        | soupeřky ve finále                            | výsledek           |
| ---------- | --- | ---------------- | ------------------------------------- | ------- | ------------------ | --------------------------------------------- | ------------------ |
| Vítězka    | 1.  | 1. březen 1998   | Oklahoma City, Spojené státy          | tvrdý   | Serena Williamsová | Kristine Kunceová Catalina Cristeová          | 7–5, 6–2           |
| Vítězka    | 2.  | 18. říjen 1998   | Curych, Švýcarsko                     | koberec | Serena Williamsová | Jelena Tatarkovová Mariaan Deová              | 5–7, 6–1, 6–3      |
| Vítězka    | 3.  | 21. únor 1999    | Hannover, Německo                     | koberec | Serena Williamsová | Nathalie Tauziatová Alexandra Fusaiová        | 5–7, 6–2, 6–2      |
| Vítězka    | 4.  | 6. červen 1999   | French Open, Paříž, Francie           | antuka  | Serena Williamsová | Anna Kurnikovová Martina Hingisová            | 6–3, 6–7(2–7), 8–6 |
| Finalistka | 1.  | 8. srpen 1999    | San Diego, Spojené státy              | tvrdý   | Serena Williamsová | Corina Morariuová Lindsay Davenportová        | 6–4, 6–1           |
| Vítězka    | 5.  | 12. září 1999    | US Open, New York, Spojené státy      | tvrdý   | Serena Williamsová | Sandrine Testudová Chanda Rubinová            | 4–6, 6–1, 6–4      |
| Vítězka    | 6.  | 9. červenec 2000 | Wimbledon, Londýn, Spojené království | tráva   | Serena Williamsová | Ai Sugijamová Julie Halardová                 | 6–3, 6–2           |
| Vítězka    | 7.  | 18. říjen 2000   | LOH, Sydney, Austrálie                | tvrdý   | Serena Williamsová | Miriam Oremansová Kristie Boogertová          | 6–1, 6–1           |
| Vítězka    | 8.  | 28. leden 2001   | Australian Open, Melbourne, Austrálie | tvrdý   | Serena Williamsová | Corina Morariuová Lindsay Davenportová        | 6–2, 4–6, 6–4      |
| Vítězka    | 9.  | 7. červenec 2002 | Wimbledon, Londýn, Spojené království | tráva   | Serena Williamsová | Paola Suárezová Virginia R. Pascualová        | 6–2, 7–5           |
| Vítězka    | 10. | 26. leden 2003   | Australian Open, Melbourne, Austrálie | tvrdý   | Serena Williamsová | Paola Suárezová Virginia R. Pascualová        | 4–6, 6–4, 6–3      |
| Vítězka    | 11. | 6. červenec 2008 | Wimbledon, Londýn, Spojené království | tráva   | Serena Williamsová | Lisa Raymondová Samantha Stosurová            | 6–2, 6–2           |
| Vítězka    | 12. | 17. srpen 2008   | LOH, Peking, Čína                     | tvrdý   | Serena Williamsová | Anabel M. Garriguesová Virginia R. Pascualová | 6–2, 6–0           |
| Vítězka    | 13. | 30. leden 2009   | Australian Open, Melbourne, Austrálie | tvrdý   | Serena Williamsová | Ai Sugijamová Daniela Hantuchová              | 6–3, 6–3           |
| Vítězka    | 14. | 4. červenec 2009 | Wimbledon, Londýn, Spojené království | tráva   | Serena Williamsová | Samantha Stosurová Rennae Stubbsová           | 7–6(7–4), 6–4      |
| Vítězka    | 15. | 2. srpen 2009    | Stanford, Spojené státy               | tvrdý   | Serena Williamsová | Čan Jung-žan Monica Niculescuová              | 6–4, 6–1           |
| Vítězka    | 16. | 14. září 2009    | US Open, New York, Spojené státy      | tvrdý   | Serena Williamsová | Cara Blacková Liezel Huberová                 | 6–2, 6–2           |
| Vítězka    | 17. | 29. leden 2010   | Australian Open, Melbourne, Austrálie | tvrdý   | Serena Williamsová | Cara Blacková Liezel Huberová                 | 6–4, 6–3           |
| Vítězka    | 18. | 15. květen 2010  | Madrid, Španělsko                     | antuka  | Serena Williamsová | Gisela Dulková Flavia Pennettaová             | 6–2, 7–5           |
| Vítězka    | 19. | 3. červen 2010   | French Open, Paříž, Francie           | antuka  | Serena Williamsová | Květa Peschkeová Katarina Srebotniková        | 6–2, 6–3           |
| Vítězka    | 20. | 7. července 2012 | Wimbledon, Londýn, Spojené království | tráva   | Serena Williamsová | Andrea Hlaváčková Lucie Hradecká              | 7–5, 6–4           |
| Vítězka    | 21. | 5. srpna 2012    | LOH, Londýn, Spojené království       | tráva   | Serena Williamsová | Andrea Hlaváčková Lucie Hradecká              | 6–4, 6–4           |
| Vítězka    | 22. | 9. červenec 2016 | Wimbledon, Londýn, Spojené království | tráva   | Serena Williamsová | Tímea Babosová Jaroslava Švedovová            | 6–3, 6–4           |

## Chronologie výsledků na Grand Slamu

#### Dvouhra
| Turnaj          | 1997 | 1998 | 1999 | 2000  | 2001  | 2002 | 2003 | 2004 | 2005  | 2006 | 2007  | 2008  | 2009 | 2010 | 2011 | 2012 | 2013 | 2014 | 2015 | 2016 | 2017 | 2018 | 2019 | 2020 | 2021 | 2022 | 2023 | SR     | V–P    |
| --------------- | ---- | ---- | ---- | ----- | ----- | ---- | ---- | ---- | ----- | ---- | ----- | ----- | ---- | ---- | ---- | ---- | ---- | ---- | ---- | ---- | ---- | ---- | ---- | ---- | ---- | ---- | ---- | ------ | ------ |
| Australian Open | A    | ČF   | ČF   | A     | SF    | ČF   | F    | 3R   | 4R    | 1R   | A     | ČF    | 2R   | ČF   | 3R   | A    | 3R   | 1R   | ČF   | 1R   | F    | 1R   | 3R   | 1R   | 2R   | A    | A    | 0 / 21 | 54–21  |
| French Open     | 2R   | ČF   | 4R   | ČF    | 1R    | F    | 4R   | ČF   | 3R    | ČF   | 3R    | 3R    | 3R   | 4R   | A    | 2R   | 1R   | 2R   | 1R   | 4R   | 4R   | 1R   | 1R   | 1R   | 1R   | A    | A    | 0 / 24 | 48–24  |
| Wimbledon       | 1R   | ČF   | ČF   | Vítěz | Vítěz | F    | F    | 2R   | Vítěz | 3R   | Vítěz | Vítěz | F    | ČF   | 4R   | 1R   | A    | 3R   | 4R   | SF   | F    | 3R   | 1R   | NH   | 2R   | A    | 1R   | 5 / 24 | 90–19  |
| US Open         | F    | SF   | SF   | Vítěz | Vítěz | F    | A    | 4R   | ČF    | A    | SF    | ČF    | 4R   | SF   | 2R   | 2R   | 2R   | 3R   | ČF   | 4R   | SF   | 3R   | 2R   | 1R   | A    | 1R   | 1R   | 2 / 24 | 79–21  |
| výhry–prohry    | 7–3  | 17–4 | 15–4 | 18–1  | 19–2  | 22–4 | 15–3 | 10–4 | 16–3  | 6–3  | 14–2  | 17–3  | 12–4 | 16–4 | 6–2  | 2–3  | 3–3  | 5–4  | 11–4 | 11–4 | 20–4 | 4–4  | 3–4  | 0–3  | 2–3  | 0–1  | 0–2  | 7 / 93 | 271–85 |

#### Ženská čtyřhra
| Turnaj          | 1997 | 1998 | 1999  | 2000  | 2001  | 2002  | 2003  | 2004 | 2005 | 2006 | 2007 | 2008  | 2009  | 2010  | 2011 | 2012  | 2013 | 2014 | 2015 | 2016  | 2017 | 2018 | 2019 | 2020 | 2021 | 2022 | 2023 | SR      | V–P    |
| --------------- | ---- | ---- | ----- | ----- | ----- | ----- | ----- | ---- | ---- | ---- | ---- | ----- | ----- | ----- | ---- | ----- | ---- | ---- | ---- | ----- | ---- | ---- | ---- | ---- | ---- | ---- | ---- | ------- | ------ |
| Australian Open | A    | 3R   | SF    | A     | Vítěz | A     | Vítěz | A    | A    | A    | A    | ČF    | Vítěz | Vítěz | A    | A     | ČF   | A    | A    | A     | A    | A    | A    | A    | A    | A    | A    | 4 / 8   | 36–4   |
| French Open     | A    | A    | Vítěz | A     | A     | A     | A     | A    | A    | A    | A    | A     | 3R    | Vítěz | A    | A     | A    | A    | A    | 3R    | A    | 3R   | A    | A    | 1R   | A    | A    | 2 / 7   | 17–4   |
| Wimbledon       | A    | 1R   | A     | Vítěz | 3R    | Vítěz | 3R    | A    | A    | A    | 2R   | Vítěz | Vítěz | ČF    | A    | Vítěz | A    | 2R   | A    | Vítěz | A    | A    | A    | NH   | A    | A    | A    | 6 / 12  | 45–3   |
| US Open         | 1R   | A    | Vítěz | SF    | 3R    | A     | A     | A    | A    | A    | A    | A     | Vítěz | A     | A    | 3R    | SF   | ČF   | A    | A     | A    | A    | A    | A    | A    | 1R   | A    | 2 / 9   | 27–6   |
| výhry–prohry    | 0–1  | 2–1  | 16–1  | 10–0  | 10–1  | 6–0   | 8–1   | 0–0  | 0–0  | 0–0  | 1–0  | 9–1   | 20–1  | 14–1  | 0–0  | 8–1   | 7–3  | 4–2  | 0–0  | 8–1   | 0–0  | 2–1  | 0–0  | 0–0  | 0–1  | 0–1  | 0–0  | 14 / 36 | 125–17 |

#### Smíšená čtyřhra
| Turnaj          | 1997 | 1998  | 1999 | 2000 | 2001 | 2002 | 2003 | 2004 | 2005 | 2006 | 2007–2018 | 2019 | 2020 | 2021 | 2022 | 2023 | SR     | V–P  |
| --------------- | ---- | ----- | ---- | ---- | ---- | ---- | ---- | ---- | ---- | ---- | --------- | ---- | ---- | ---- | ---- | ---- | ------ | ---- |
| Australian Open | A    | Vítěz | A    | A    | A    | A    | A    | A    | A    | A    | A         | A    | 1R   | A    | A    | A    | 1 / 2  | 5–1  |
| French Open     | A    | Vítěz | A    | A    | A    | A    | A    | A    | A    | A    | A         | A    | NH   | A    | A    | A    | 1 / 1  | 6–0  |
| Wimbledon       | 1R   | SF    | ČF   | A    | A    | A    | A    | A    | 3R   | F    | A         | 2R   | NH   | 2R   | 2R   | A    | 0 / 8  | 15–7 |
| US Open         | A    | ČF    | A    | A    | A    | A    | A    | A    | A    | A    | A         | A    | NH   | A    | A    | A    | 0 / 1  | 2–1  |
| výhry–prohry    | 0–1  | 17–2  | 2–1  | 0–0  | 0–0  | 0–0  | 0–0  | 0–0  | 1–1  | 5–1  | 0–0       | 1–1  | 0–1  | 1–0  | 1–1  | 0–0  | 2 / 12 | 28–9 |

| Legenda | Legenda                                   | Legenda | Legenda                     |
| ------- | ----------------------------------------- | ------- | --------------------------- |
| SR      | poměr vyhraných turnajů ku všem odehraným | W–L V–P | výhry–prohry                |
| NH      | daný rok se turnaj nekonal                | A       | turnaje se hráč nezúčastnil |
| 1Q / LQ | prohra v (kole) kvalifikace               | 1k / 1R | prohra v daném kole turnaje |
| QF / ČF | prohra ve čtvrtfinále                     | SF      | prohra v semifinále         |
| F       | prohra ve finále                          | Vítěz   | vítězství v turnaji         |